# Anomala schultzeana
Anomala schultzeana är en skalbaggsart som beskrevs av Ohaus 1910. Anomala schultzeana ingår i släktet Anomala och familjen Rutelidae. Inga underarter finns listade i Catalogue of Life.